# Metrobus

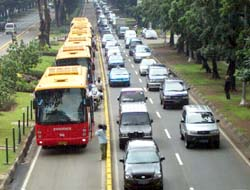
Autobusy systému TransJakarta v Jakartě v Indonésii

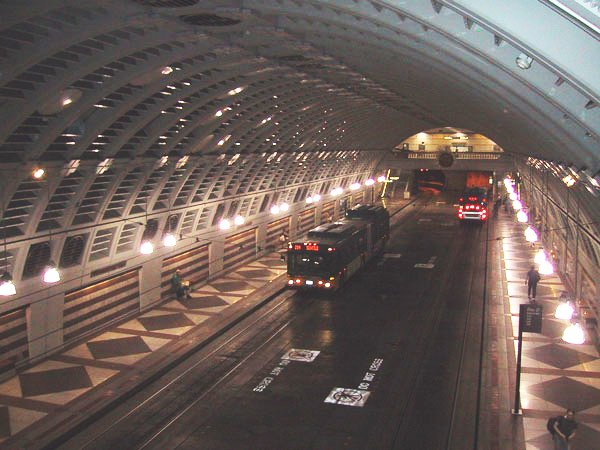
Metrobusový tunel v Seattle v USA

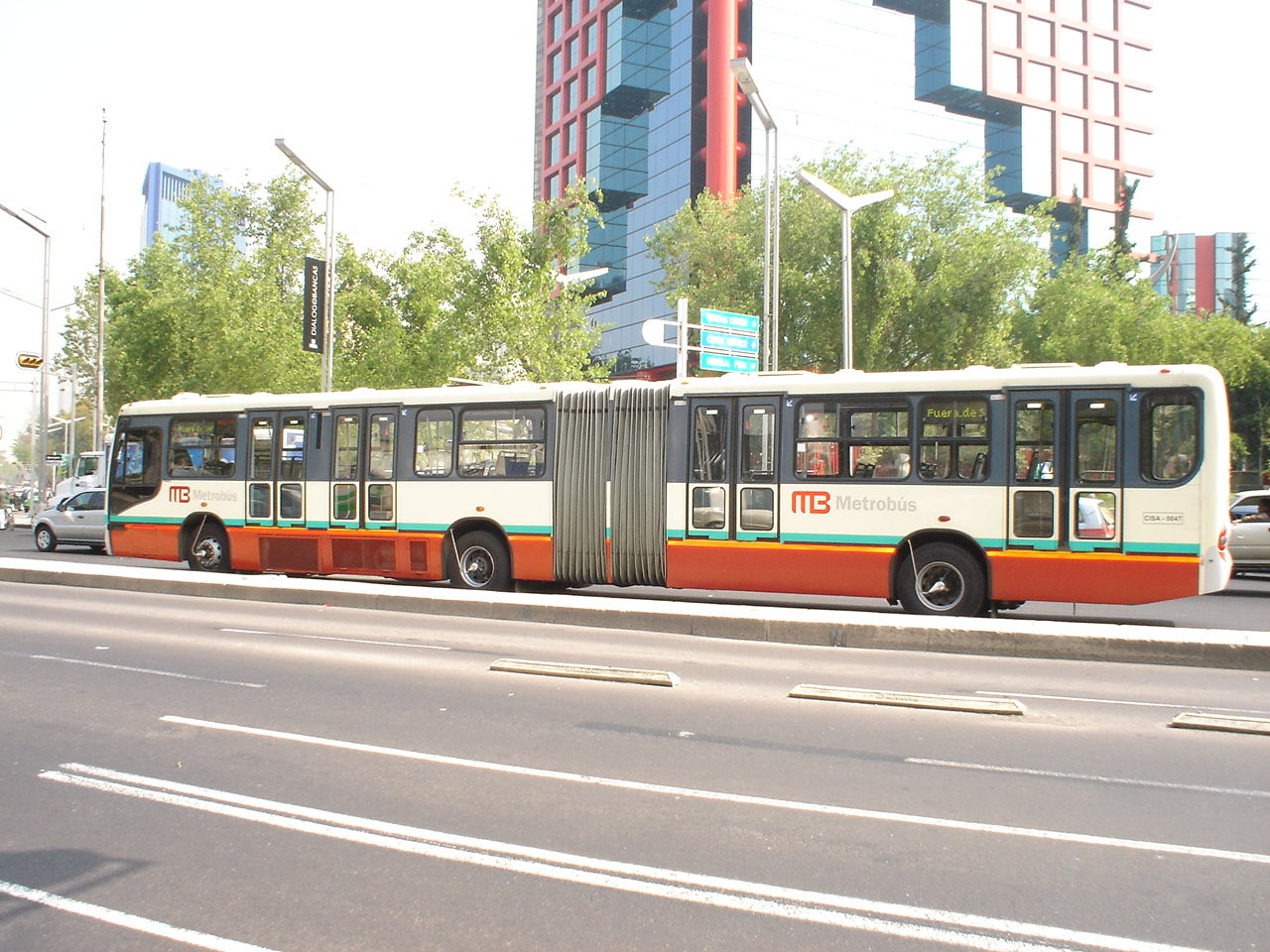
Mexiko

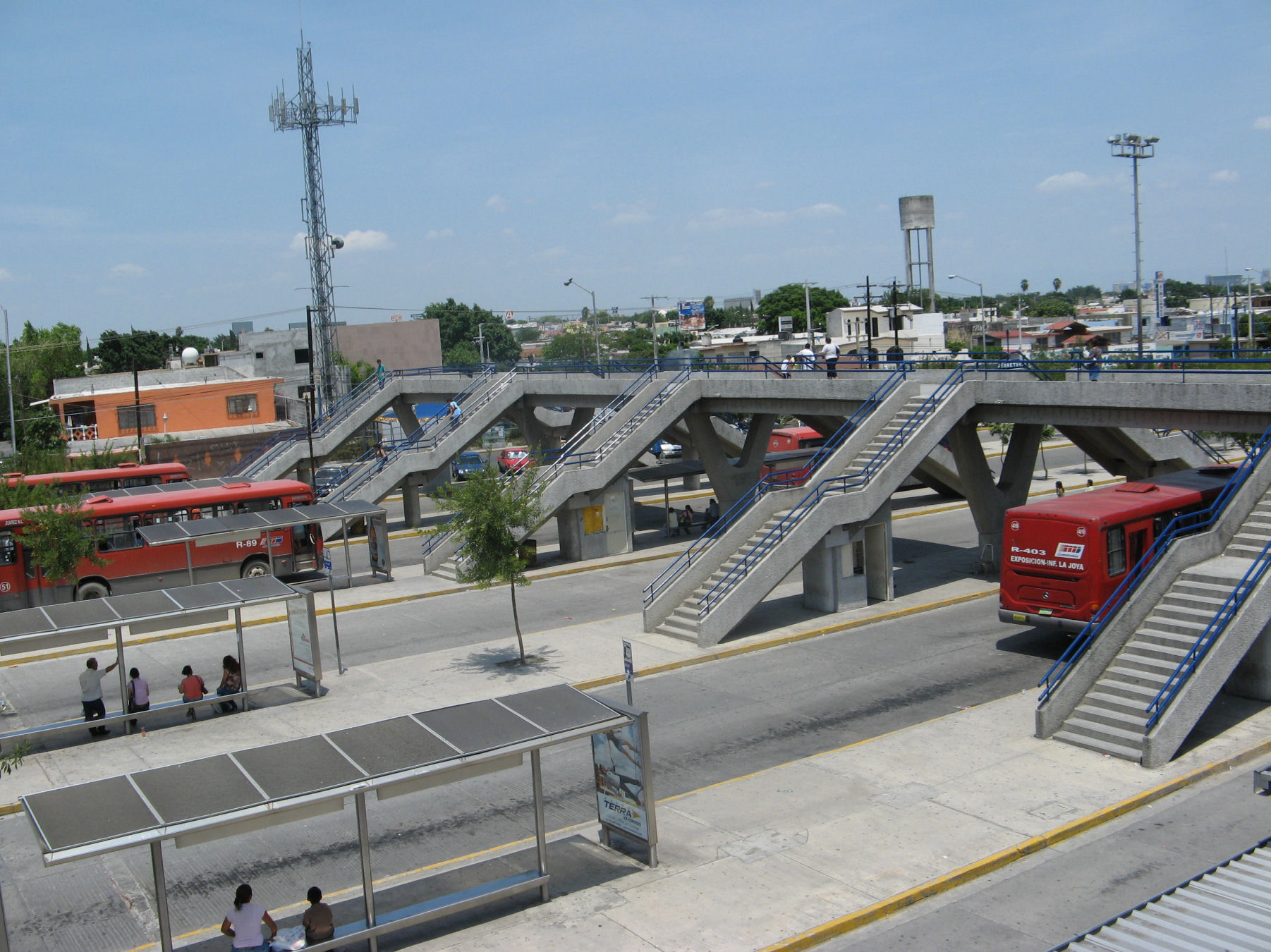
Terminál metrobusu, Mexiko

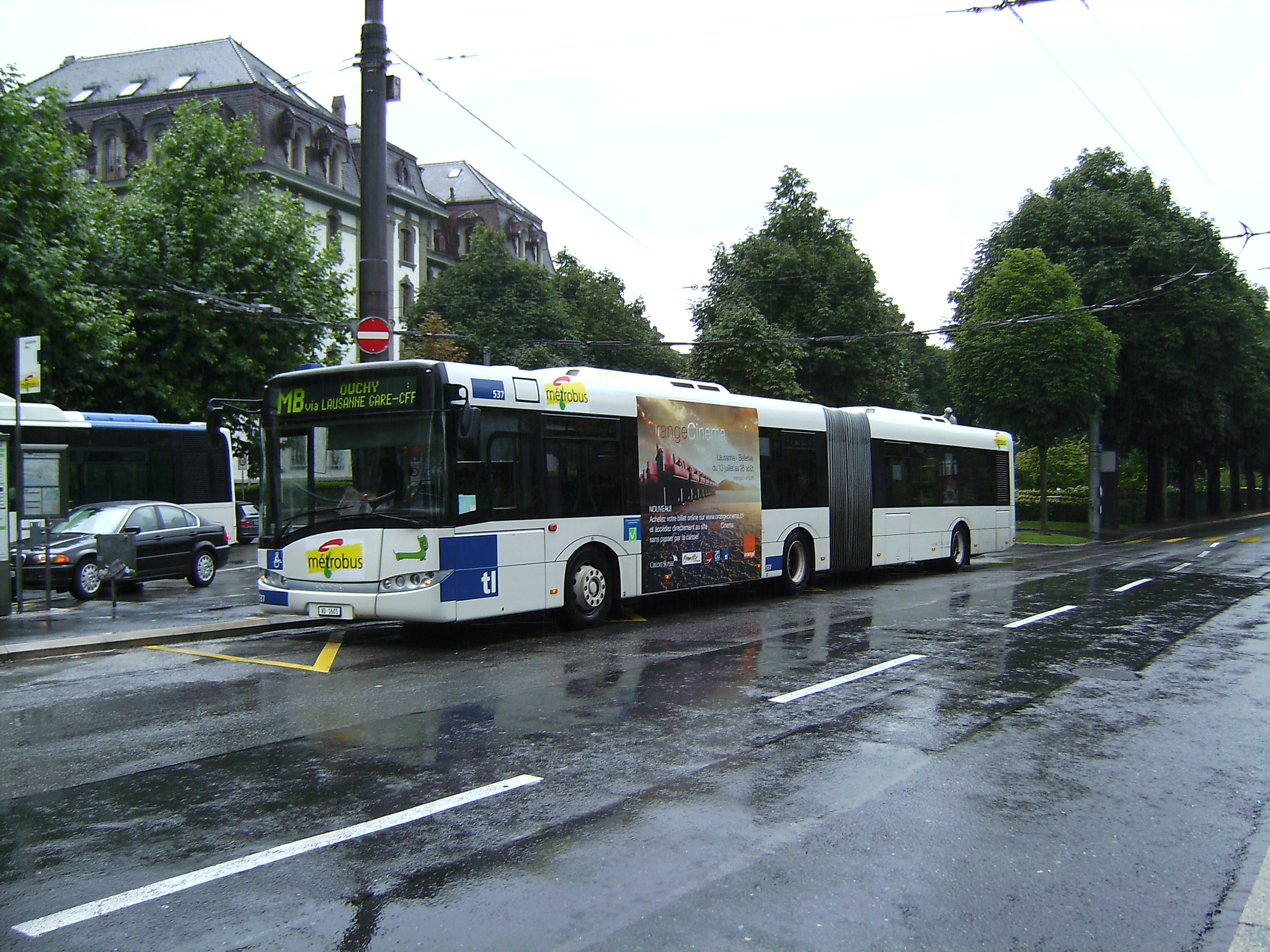
Lausanne, Švýcarsko

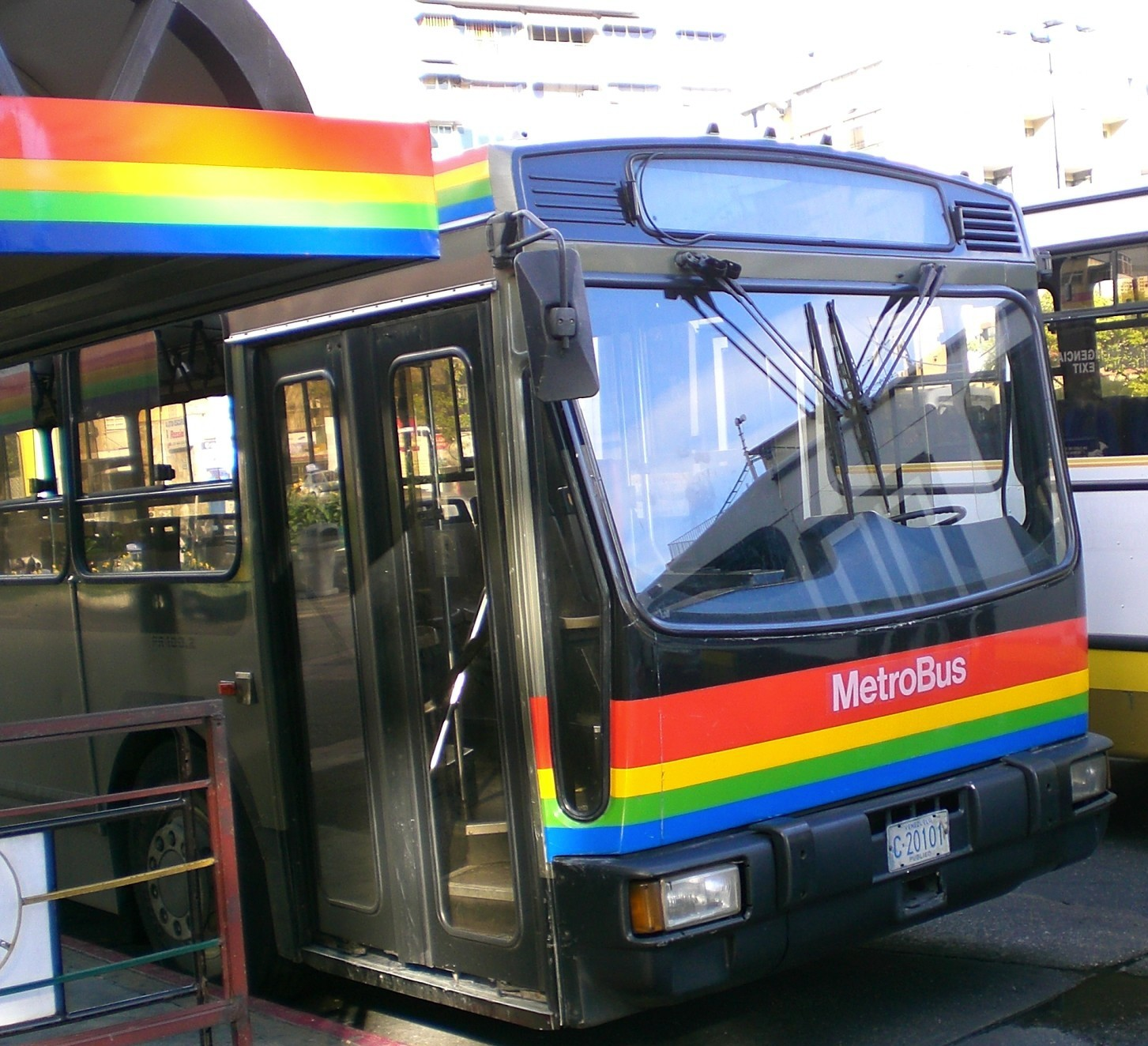
Caracas, Venezuela

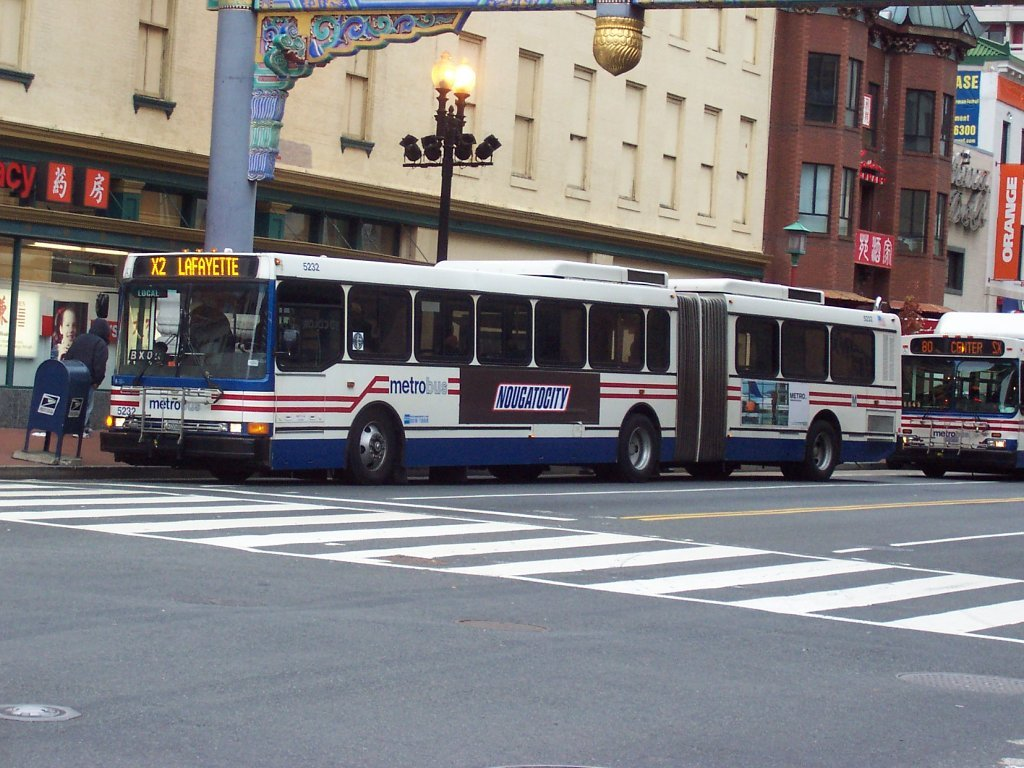
Washington D.C., USA

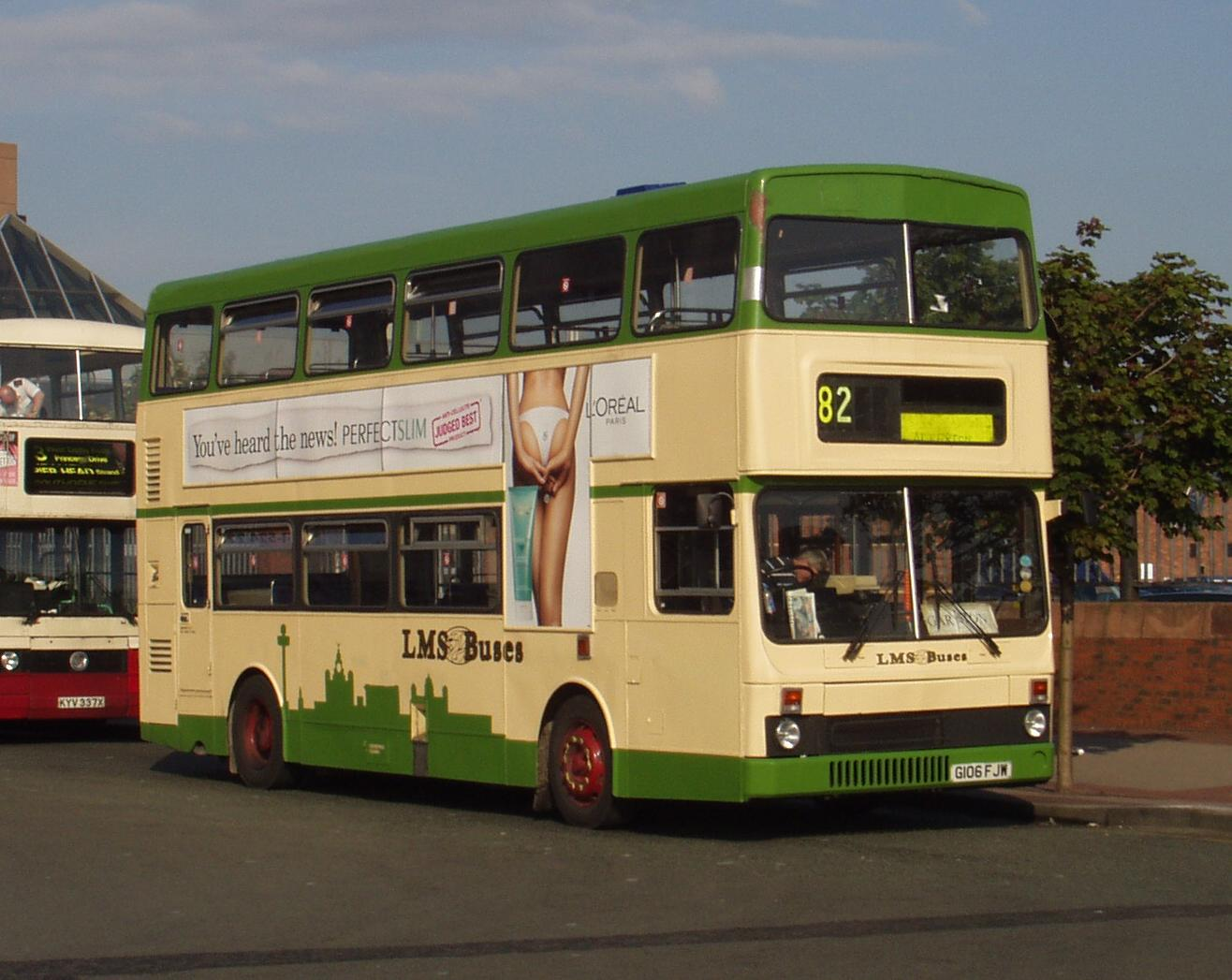
Liverpool, Spojené království

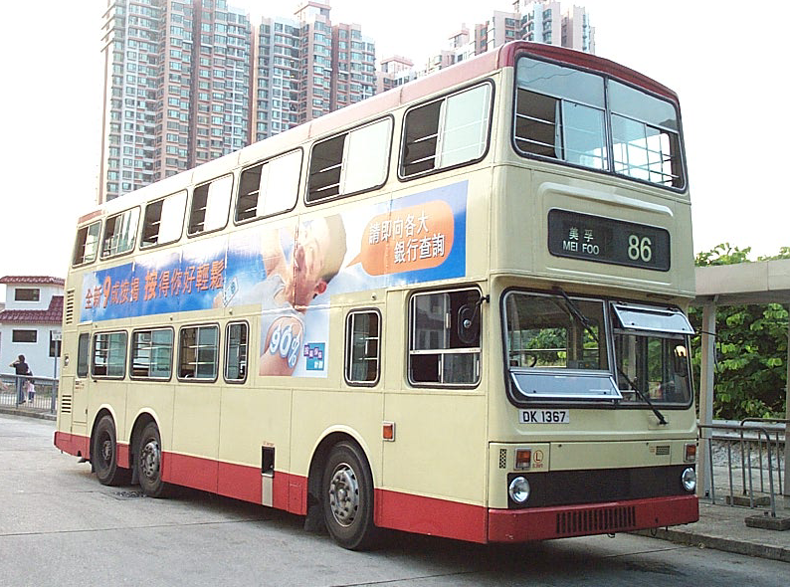
Hongkong

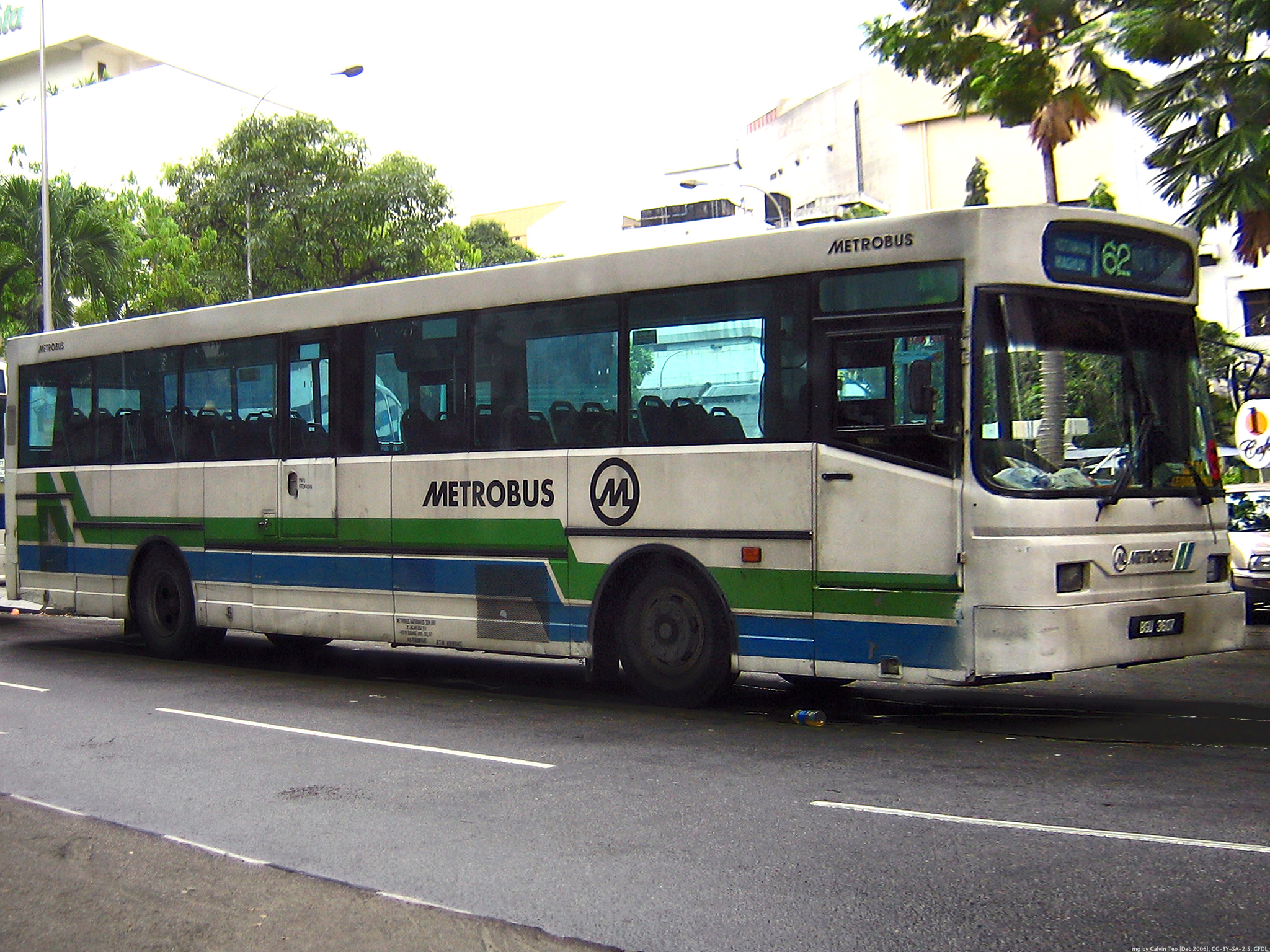
Malajsie

Metrobus (toto označení se používá například v Německu, zkráceno z výrazu „metropolitní autobus“), v americké angličtině označovaný BRT (Bus rapid transit), je systém rychlé autobusové nebo trolejbusové dopravy s krátkými intervaly, zajišťované velkokapacitními vozidly po vyhrazených jízdních pruzích nebo speciálních samostatných komunikacích, případně v některých úsecích i po speciální dráze, v níž je autobus veden. Obvykle jde o páteřní trasy městské hromadné dopravy, obdobné metru nebo S-Bahnu. Mohutný rozvoj zažívají tyto systémy zejména po roce 2000. Ve světě se používají i názvy silniční tramvaj, streetcar, autobusové metro, „metro chudých“. Počátky systému a označení BRT jsou spojeny se značkou Volvo.
Slovem metrobus se označují též některé typy velkokapacitních autobusů, určené speciálně pro metrobusové linky.

## Rozšíření
Zvlášť rozšířený je tento typ dopravního systému v Jižní Americe, ale je zastoupen též v Severní Americe, Austrálii a Novém Zélandu a Asii. V Evropě je rozšířen zejména ve Francii, ale vyskytuje se i ve Spojeném království a v Nizozemsku a rozšiřuje se do dalších zemí. V australském Adelaide jsou některé úseky konstruovány jako speciální drážní těleso pro autobusy, tento systém se označuje jako O-Bahn Busway. (Důsledným uplatněním této koncepce je metro na pneumatikách, které již má více společného s metrem než s autobusovou dopravou.)
První systémy tohoto typu se objevily v 60. a 70. letech 20. století. Mezi první se počítá město Runcorn v Anglii. Prvním velkoměstem, ve kterém z BRT vytvořili páteř dopravního systému, byla Curitiba v Brazílii. Významnou složkou dopravy tvoří také například ve městech Adelaide (Austrálie), Bogotá (Kolumbie), Ottawa (Kanada) nebo Jakarta (Indonésie). Rozvoj tohoto systému dopravy nastal zejména v prvním desetiletí 21. století.[zdroj?]
V Německu byla první linka v Hamburku zavedena v roce 2001, v roce 2004 se přidal Berlín a Mnichov. V Mnichově mají metrobusové linky zvláštní číselnou řadu (50 až 59, zatímco běžné autobusové linky mají trojciferná čísla) a často jezdí ve stopě tramvajových tras zrušených v 80. letech 20. století.

## Metrobus a Česko
V České republice byla nouzová obdoba metrobusu zavedena v Praze jako náhradní doprava po povodních v roce 2002, kdy na Severojižní magistrále byly vyznačeny vyhrazené jízdní pruhy pro autobusy nahrazující linku metra C v úseku, kde byl provoz metra přerušen. V této přepravní relaci znamenala povodňová nouzová situace pro mnohé cestující dokonce zlepšení dopravy, protože se výrazně zlepšily přestupní vazby a autobusy jezdily plynule v takřka nepřetržitém sledu, takže cestující na ně nemuseli čekat.
První významnější akcí popularizující v Česku metrobusy byla konference pořádaná redakcí webového projektu BUSportál (patřící pod ČSAD SVT Praha s. r. o.) dne 1. listopadu 2007 v rámci tradiční výstavy Coach Progress v Praze-Letňanech. Hlavní referáty přednesli zástupci dopravce Veolia Transport, výrobců autobusů Volvo Bus Corporation a Mercedes-Benz a evropského projektu COST TU0603. Podporu vyjádřil a seminář zahájil náměstek ministra dopravy ČR Petr Šlegr.
Webový časopis BUSportál uspořádal v září 2007 malou anketu o vhodném českém názvu pro vozidla či systémy BRT. Nejvíce hlasů získal název metrobus, o něco méně rapidbus. Americká zkratka evokuje v češtině i název brtník, který se však k tomuto druhu dopravy nehodí.

Zástupce společnosti Veolia Transport Ivo Novotný na konferenci v listopadu 2007 označil za vhodné k zavedení metrobusů tyto trasy:
- Praha – Letiště Ruzyně (– Kladno)
- Hradec Králové – Pardubice
- Letiště Mošnov – Ostrava (– Orlová – Karviná)
- Most – Litvínov (– Teplice – Ústí nad Labem)

### Praha
O konkrétním projektu MetroBus uvažují[kdy?] například obce na jih od Prahy, v nichž probíhá rozsáhlá výstavba rodinných domků. Trasa by měla vést z pražského sídliště Jižní Město (stanice metra Chodov a Roztyly) a pokračovat přes pražské čtvrti Šeberov a Hrnčíře do blízkých obcí Vestec a Jesenice.
Člen Rady hlavního města Prahy Radovan Šteiner na setkání s novináři dne 22. listopadu 2007 oznámil přípravu vysoce kapacitního autobusového tahu na trase Želivského – Jižní Město, jehož projekt mimo jiné zahrnoval vyznačení vyhrazených jízdních pruhů pro autobusy v celkové délce přibližně pěti kilometrů a úpravu světelné signalizace ve prospěch preference pro autobusy na 17 křižovatkách. Směrem ke stanici metra Kačerov plánovalo město necelé 3 kilometry jízdních pruhů pro autobusy.
Organizace ROPID v polovině února 2008 oznámila, že připravuje koncepci metrobusů, tedy páteřních kapacitních autobusových linek s kratšími intervaly a preferencí v provozu. Některé změny v tomto smyslu, spočívající ve slučování linek do páteřních s kratšími intervaly a ve zvýraznění těchto linek ve schématech linkového vedení, nastaly například v květnu 2008 v souvislosti s prodloužením linky C pražského metra do Letňan. Byly vyznačeny zanedbatelné délky vyhrazených pruhů, významnější preference se však zatím neuskutečnila. Systematické označení páteřních linek slovem metrobus bylo oficiálně zavedeno v souvislosti s rozsáhlejšími změnami linkového vedení od 1. září 2012. Systém metrobusů je však v Praze velmi vzdálen od jeho názvu. Většina linek jen z „páteřní“ přešla na název „metrobus“ a parametry jako intervaly, nebo nasazované typy vozidel ze standardních na kloubové, se nezměnily.
Po několika letech se od tohoto značení upustilo.

### Brno
V Brně začaly ve druhém desetiletí 21. století jezdit expresní autobusové linky, zastavující pouze ve významných zastávkách. Jsou to linky:
- E50: Bystrc, Říčanská - Kohoutovice - Bohunická - Komárov - Černovická terasa - Areál Slatina
- E56: Královo pole, nádraží - Pisárky - Nemocnice Bohunice
- E75: Židenice, nádraží - Černovická terasa - Areál Slatina
- E76: Letištní autobus: Hlavní nádraží - Autobusové nádraží - Černovičky - Letiště Brno-Tuřany

## Komunikace a tratě
Většinou je provoz kapacitních autobusů veden buď po klasické vozovce buď ve vyhrazených jízdních pruzích, nebo po samostatné speciální silniční komunikaci.
V některých městech jsou komunikace a vozidla vybaveny optickými i elektrickými naváděcími systémy, v posledních letech jsou někde (například Francie, Itálie) zaváděna i silniční vozidla s vodicí kolejí.
Zastávky a odbavovací systém bývají navrženy tak, aby umožňovaly rychlé odbavení velkého množství lidí.
V australském Adelaide některé úseky jsou konstruovány jako speciální drážní těleso pro autobusy, tento systém se označuje jako O-Bahn Busway. Kratší úseky podobného typu jsou i v jiných městech a aglomeracích.
V některých městech v Evropě jsou metrobusové linky považovány za dočasný vývojový předstupeň před vybudováním kolejové dráhy.[zdroj?]

## Vozidla
Na trasách metrobusu mohou jezdit i běžná kloubová nebo nekloubová vozidla, ale v některých městech se používají i typy vozidel vyvinuté speciálně pro tyto sítě, například tříčlánkové autobusy mimořádné délky.
Průkopníkem metrobusu byla firma Volvo. Autobusy této značky jezdí v BRT systémech zejména ve Finsku a Švédsku.
V Hamburku jezdí i tříčlánkové belgické autobusy typu XXL Van Hool o délce 24,5 metrů, tento typ vozidla bývá někdy označován jako „metrobus“.
Jezdí i autobusy značky Civis z firmy Irisbus (Las Vegas i Evropa), Phileas nizozemské firmy APTS a další.

## Hodnocení
Kolem roku 2007 se v Bogotě konala konference, v jejímž rámci byla prezentována studie porovnávající rychlost, kapacitu a náklady při porovnání metra, lehké kolejové dopravy, klasické autobusové dopravy a BRT. BRT má výrazně nižší pořizovací, udržovací i provozní náklady ve srovnání s jakoukoliv kolejovou dopravou, přepravní kapacita je přitom srovnatelná s metrem. Vybudování BRT sítě je také rychlejší a systém umožňuje větší variabilitu ve využití vozidel a dopravců. Při použití moderních způsobů pohonu je BRT šetrný i k životnímu prostředí z hlediska exhalací.
Systém nachází uplatnění v chudších zemích a městech, v místech seizmicky rizikovějších, ale je zaváděn i v bohatých zemích, zejména ve městech, která mají na povrchu dostatek prostoru pro jejich vybudování.